# ワショ語
ワショ語（ワショご、ワショ語: wá:šiw ʔítlu）はインディアンの言語で、危機に瀕する言語であり孤立した言語である。話者はカリフォルニア州とネバダ州の州境地域に居住するワショ族の人々である。

## 言語名別称
- Washoe
- ワショー語